# Pathankot
Pathankot (pendżabski: ਪਠਾਨਕੋਟ) – miasto w Indiach, w stanie Pendżab. W 2007 r. zamieszkiwało tam 139 000 osób.
W Pathankot rozwinął się przemysł spożywczy oraz tkacki. W tym mieście rozwinął się ośrodek handlu produktami rolnictwa.